# Régiment du Dauphin
Pour les articles homonymes, voir Régiment du Dauphin.
Le régiment du Dauphin est un régiment d’infanterie du royaume de France créé en 1667, devenu à la Révolution le 29e régiment d'infanterie de ligne.

## Création et différentes dénominations
- 15 juin 1667 : création du régiment du Dauphin ;
- 10 décembre 1762 : passe à 4 bataillons après l'incorporation du régiment de Guyenne
- 26 avril 1775 :dédoublé ses 2e et 4e bataillons forment le régiment de Perche;
- 1er janvier 1791 : renommé 29e régiment d'infanterie de ligne

## Historique

### Colonels et mestres de camp
- 15 juin 1667 : Michel de Fisicat, brigadier le 17 mars 1668, † 11 août 1684.
- 24 août 1671 : Henri, marquis de Beringhen, brigadier le 13 février 1674, † 18 mai 1674.
- 2 juin 1674 : Nicolas du Blé, marquis d’Huxelles, brigadier le 25 février 1677, maréchal de camp le 30 mars 1683, lieutenant général le 24 août 1688, maréchal de France le 14 janvier 1703, † 10 avril 1730.
- 21 février 1694 : Charles-François-Anne, marquis de Montberon, brigadier le 23 décembre 1702, † janvier 1704.
- janvier 1704 : Jean-Baptiste de Rochechouart, comte de Maure.
- 15 avril 1710 : Louis de Clermont-Tonnerre, marquis de Chaste, brigadier le 1er février 1719, maréchal de camp le 1er août 1734, † 19 septembre 1734.
- 21 août 1734 : François-Ferdinand de Clermont-Tonnerre, comte de Chaste, brigadier le 20 février 1734, maréchal de camp le 18 octobre 1734, † 9 janvier 1751.
- 25 novembre 1734 : Yves Marie Desmarets, comte de Maillebois, brigadier le 20 février 1743, maréchal de camp le 2 mai 1744, lieutenant général le 10 mai 1748, † 14 décembre 1791.
- 24 mai 1744 : François-Honoré, marquis de Choiseul-Meuse, brigadier le 1er mai 1745, † 31 mai 1746.
- 7 juin 1746 : Joseph-Maurice-Annibal de Montmorency-Luxembourg, marquis de Breval.
- 1er janvier 1748 : Antoine-Adrien-Charles, comte de Gramont, brigadier le 20 mars 1747, maréchal de camp le 1er mai 1758, † 23 septembre 1762.
- 11 septembre 1755 : Charles-Marc-Jean-François Régis, marquis de Boufflers, brigadier le 20 février 1761.
- 11 mai 1762 : Denis-Auguste de Beauvoir de Grimoard, marquis du Roure.
- 3 janvier 1770 : Paul-François de Quelen, duc de Saint-Mégrin.
- 2 juillet 1776 : Antoine Victor Augustin d'Auberjon, comte de Murinais.
- 13 avril 1780 : Louis-François Chamillard, marquis de La Suze.
- 25 juillet 1791 : Philippe-Auguste-Jacques de La Cour, marquis de Balleroy.

### Campagnes et batailles
Le régiment du Dauphin est créé le 15 juin 1667.
En 1701, au début de la guerre de succession d'Espagne dans les Pays-Bas espagnols, trois bataillons du régiment du Dauphin sont envoyés par le maréchal de Boufflers pour défendre la place de Malines.
- 1705 : Siège de Nice
- 1734 : Bataille de San Pietro.

Lors de la réorganisation des corps d'infanterie français de 1762, le régiment du Dauphin est mis à quatre bataillons par l'incorporation du régiment de Guyenne.
L'ordonnance arrête également l'habillement et l'équipement du régiment comme suit :
Habit, collet, veste et culotte blancs, parements et revers bleus,une seule poche en long de chaque côté garnie de neuf boutons en patte d'oie, six petits boutons sur chaque parement, cinq au revers et quatre en dessous : boutons jaunes avec le no 16. Chapeau bordé d'or.
En 1776, le régiment est dédoublé et ses 2e et 4e bataillons forment le régiment de Perche.
Le 1er janvier 1791 le régiment renommé 29e régiment d'infanterie de ligne

### Quartiers
- 1686, 1708 : Marsal
- Briançon[3]
- 1747: Le Maine, près de la frontière avec la Bretagne. Certains se livrent au faux-saunage (avec des paysans locaux) et passent la frontière bretonne avec 200 chevaux chargés de sel. Les gabelous arrêtent 20 personnes[4].

## Équipement

### Drapeaux
Six drapeaux, dont un blanc colonel, et cinq d’ordonnance « ondez de rouge, de bleu et de jaune, aux armes de monseigneur le Dauphin, bordure bleue et jaune, et croix blanche ».
Le drapeau porte la devise du régiment Res praestant non verba fidem « Croire aux actions, non aux paroles ».

Drapeaux d’ordonnance
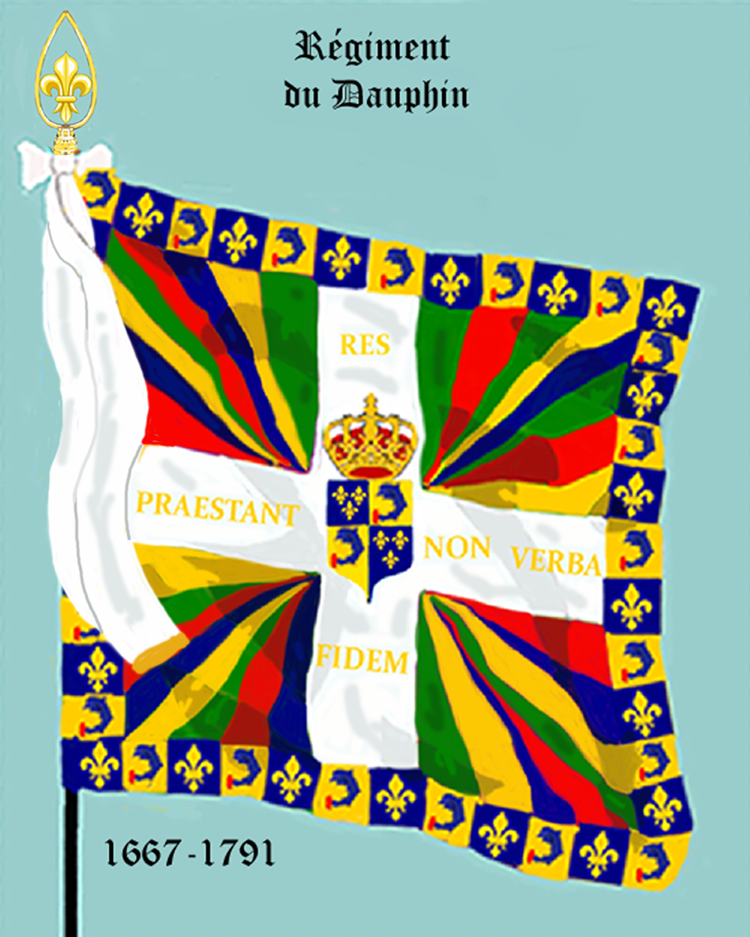
Régiment du Dauphin de 1667 à 1791.
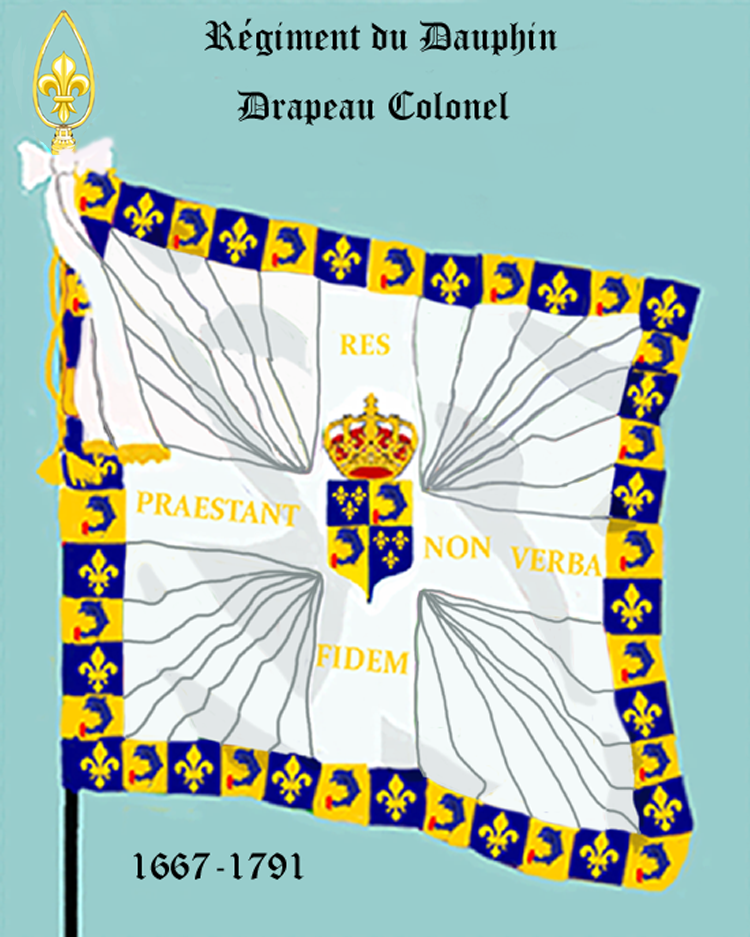
Régiment du Dauphin ; drapeau colonel.

### Habillement

Uniformes
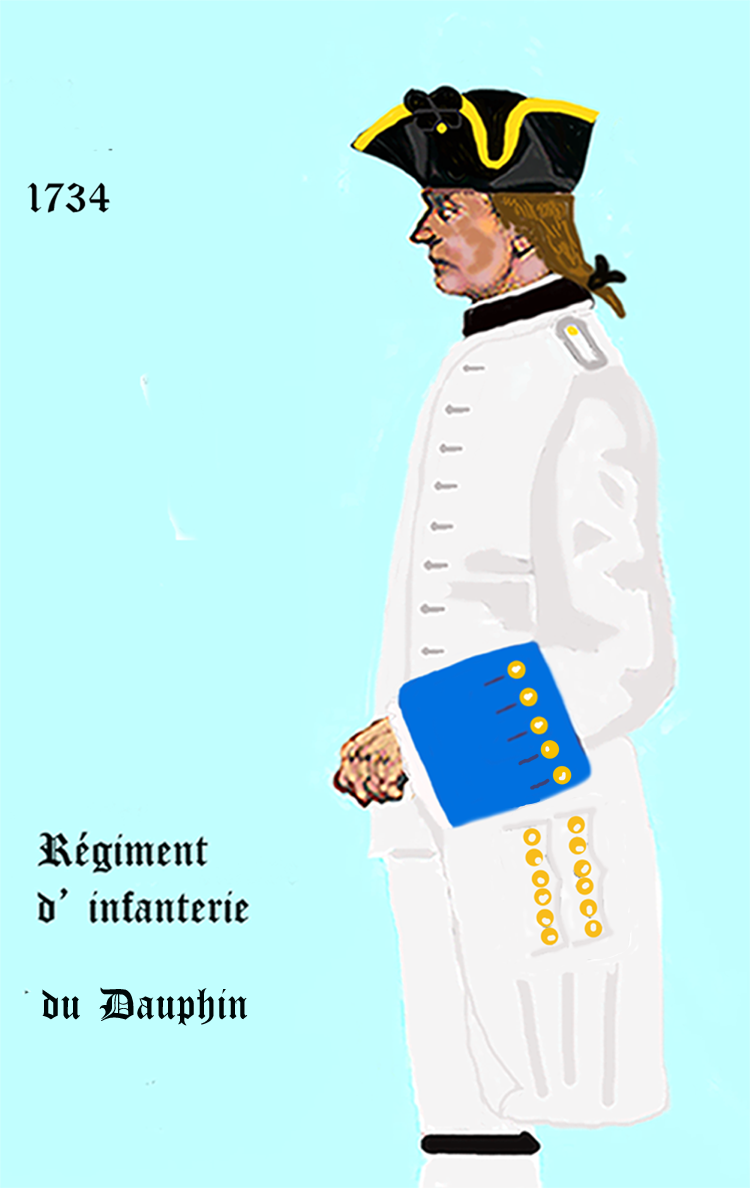
Régiment du Dauphin de 1734 à 1757.
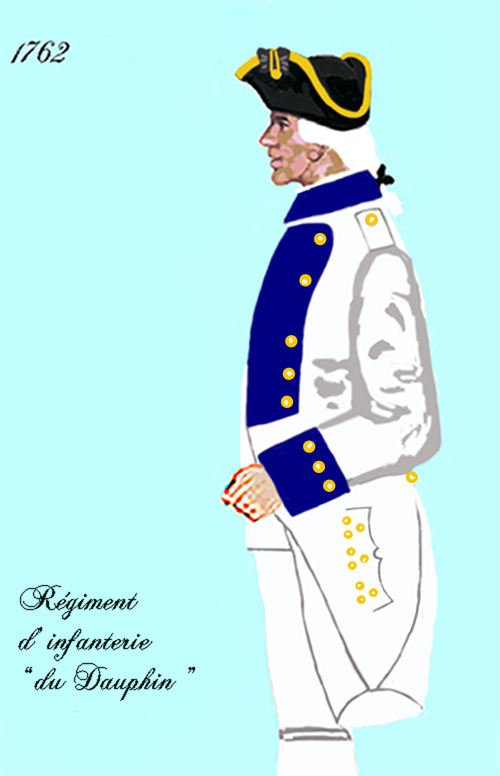
Régiment du Dauphin de 1762 à 1776.
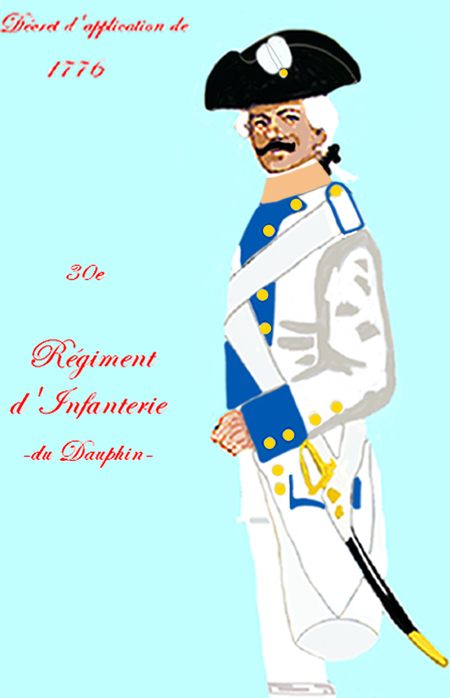
Régiment du Dauphin de 1776 à 1779.
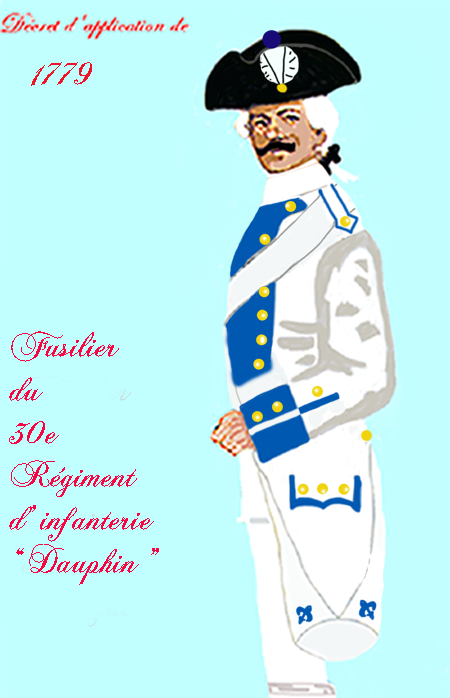
Régiment du Dauphin de 1779 à 1791.
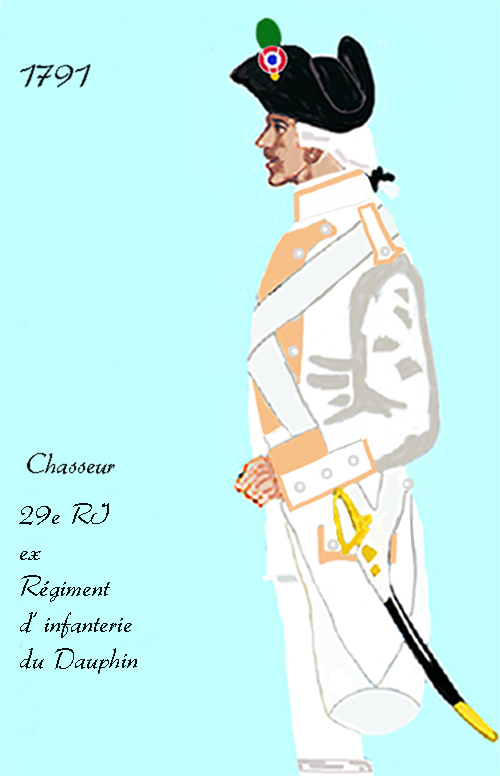
29e régiment d’infanterie de ligne de 1791 à 1796.

### Sources et bibliographie
- Lieutenant général de Vault, Mémoires militaires relatifs à la guerre d'Espagne sous Louis XIV, vol. 1, Imprimerie Royale (Paris), 1835, 910 p. (lire en ligne).
- Chronologie historique-militaire, par M. Pinard, tomes 3, 5, 7 et 8, Paris 1761, 1762, 1764 et 1765
- Louis Susane, Histoire de l'ancienne infanterie française, t. 4, 1851, p. 257 à 291